# Aspasio (scultore)
Aspasio (in greco antico: 'Ασπάσιος?, Aspasius; fl. I secolo a.C.) è stato un incisore greco antico, che visse a Roma.

## Biografia
Aspasio fu un incisore in pietra dura vissuto nell'età augustea: egli appartiene al gruppo d'artisti contemporanei e seguaci di Dioscuride.
Tra tutte le sue opere sono sopravvissuti tre intagli antichi firmati, in diaspro rosso, anche se il suo nome è presente su pezzi più recenti, che devono essere considerati copie o imitazioni di opere più antiche.
Il primo intaglio firmato è il diaspro con il busto di profilo dell'Atena Parthènos di Fidia, conservato inizialmente a Roma, poi a Firenze e dopo una parentesi viennese, ora al Museo Nazionale Romano; il secondo, con la testa e l'inizio del busto di Dioniso, di tre quarti, che riproduce la statuarietà dello stile ellenico, è conservato al British Museum; il terzo è mancante di parti essenziali e ciò che resta è un frammento, con la parte inferiore di un busto barbato, al Museo archeologico nazionale di Firenze.
Il diaspro conservato a Roma ci consente di ammirare la riproduzione più precisa e dettagliata, del colosso crisoelefantino; quello di Londra evidenzia l'influenza sulla produzione di Aspasio del maestro Dioscuride e di suo figlio Eutiche.
Lo stile delle tre opere conservate, determinante per la datazione si caratterizza per un'eleganza un po' calligrafica, talvolta con meticolosità erudita, tipica del neoclassicismo augusteo: il rilievo è meno profondo, il modellato più lieve rispetto ai lavori del maestro Dioscuride.
Una corniola firmata presente al Metropolitan Museum of Art di New York, raffigura un ritratto virile, e il suo stile la fa datare al II secolo; altre due opere firmate, sicuramente più recenti, conservate al British Museum sono attribuibili al XVIII secolo: una ametista con Achille e Pentesilea e una sardonica con Diomede e il Palladio.